# 雷金纳德·波尔
雷金纳德·波尔（英語：Reginald Pole；1500年3月12日—1558年11月17日）是天主教坎特伯里總教區總主教。他反对亨利八世，支持聖座。由于他进行反英国王权的宣传，他的家庭受到迫害。玛丽一世成为女王后，教宗保祿三世选他为英格兰的教皇使节。